# Ali Ghazal
Ali Ahmad Ali Muhammad Ghazal (arab. علي احمد علي محمد غزال; ur. 1 lutego 1992 w Asuanie) – piłkarz egipski grający na pozycji środkowego obrońcy lub defensywnego pomocnika. Od 2012 jest zawodnikiem klubu CD Nacional.

## Kariera klubowa
Swoją karierę piłkarską Ghazal rozpoczął w klubie As-Sikka al-Hadid z Kairu, w którym trenował w latach 2000-2006. W 2006 roku podjął treningi w klubie Wadi Degla SC, także mającego siedzibę w Kairze.
W 2012 roku Ghazal przeszedł do portugalskiego CD Nacional. Zadebiutował w nim 27 stycznia 2013 w wygranym 2:0 wyjazdowym meczu z Vitórią Setúbal. W sezonie 2013/2014 stał się podstawowym zawodnikiem Nacionalu.
| Sezon   | Klub          | Kraj       | Rozgrywki     | Mecze | Bramki |
| ------- | ------------- | ---------- | ------------- | ----- | ------ |
| 2011/12 | Wadi Degla SC | Egipt      | I liga        | 0     | 0      |
| 2012/13 | CD Nacional   | Portugalia | Primeira Liga | 11    | 0      |
| 2013/14 | CD Nacional   | Portugalia | Primeira Liga | 26    | 0      |
| 2014/15 | CD Nacional   | Portugalia | Primeira Liga | 29    | 1      |
| 2015/16 | CD Nacional   | Portugalia | Primeira Liga | 27    | 0      |

## Kariera reprezentacyjna
W dorosłej reprezentacji Egiptu Ghazal zadebiutował 5 marca 2014 roku w wygranym 2:0 towarzyskim meczu z Bośnią i Hercegowiną, rozegranym w Innsbrucku.